# كأس السوبر الفلسطيني لقطاع غزة 2020
كأس السوبر الفلسطيني للمحافظات الجنوبية 2020 هي النسخة التاسعة وستكون ديربي رفح من البطولة بين بطل الدوري الفلسطيني الممتاز لقطاع غزة 2019–20 نادي خدمات رفح مع بطل كأس فلسطين لقطاع غزة 2019–20 شباب رفح.

## الفرق
| الفرق     | المحافظة | طريقة الوصول                                   | عدد مرات الوصول إلى النهائي (الخط الغليظ يشير إلى بطل تلك النسخة) |
| --------- | -------- | ---------------------------------------------- | ----------------------------------------------------------------- |
| خدمات رفح | رفح      | بطل الدوري الفلسطيني الممتاز لقطاع غزة 2019–20 | 4 (2000 ، 2014 ، 2016 ، 2019)                                     |
| شباب رفح  | رفح      | بطل كأس فلسطين لقطاع غزة 2019–20               | 4 (2013 ، 2014 ، 2017 ، 2018)                                     |

## المباراة
| شباب رفح | خدمات رفح |

| شباب رفح      | 0–0     | خدمات رفح |
| ------------- | ------- | --------- |
|               | (تقرير) |           |
| ركلات الترجيح |         |           |
|               | 4–3     |           |